# Aldrig som första gången!
Aldrig som första gången! är en svensk tecknad kortfilm från 2006 i regi av Jonas Odell. Den består av dramatiserade intervjuer med personer som återberättar hur de blev av med oskulden. Filmen tilldelades bland annat Guldbjörnen för bästa kortfilm vid Filmfestivalen i Berlin och Guldbaggen för bästa kortfilm för filmåret 2006.